# Astrophytum ornatum
Az Astrophytum ornatum a kaktuszfélék (Cactaceae) családjába tartozó kaktuszformák (Cactoideae) alcsaládjának csillagkaktusz nemzetségének egyik, dísznövényként viszonylag kevéssé ismert faja.

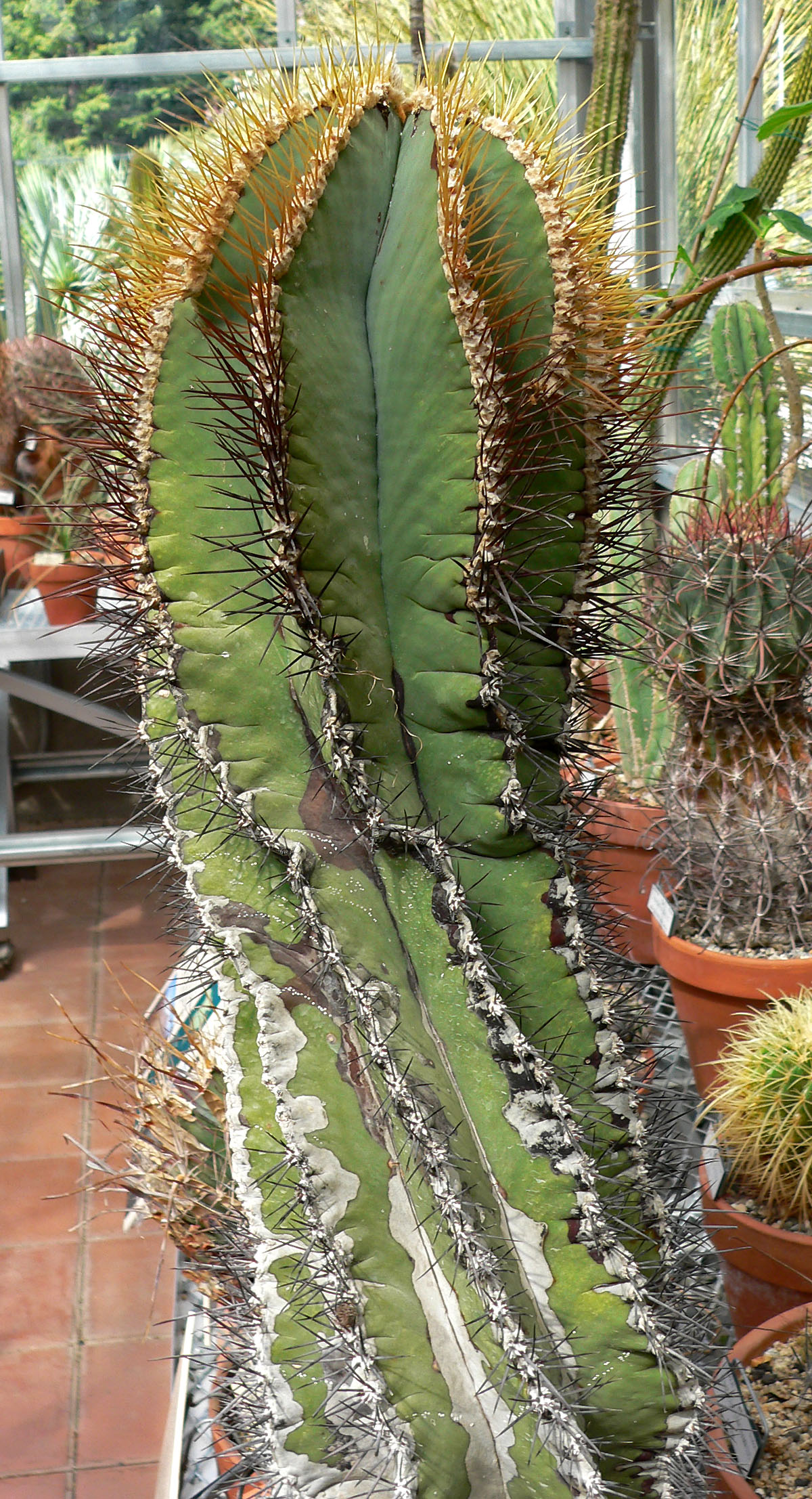
Astrophytum ornatum var. glabrescens

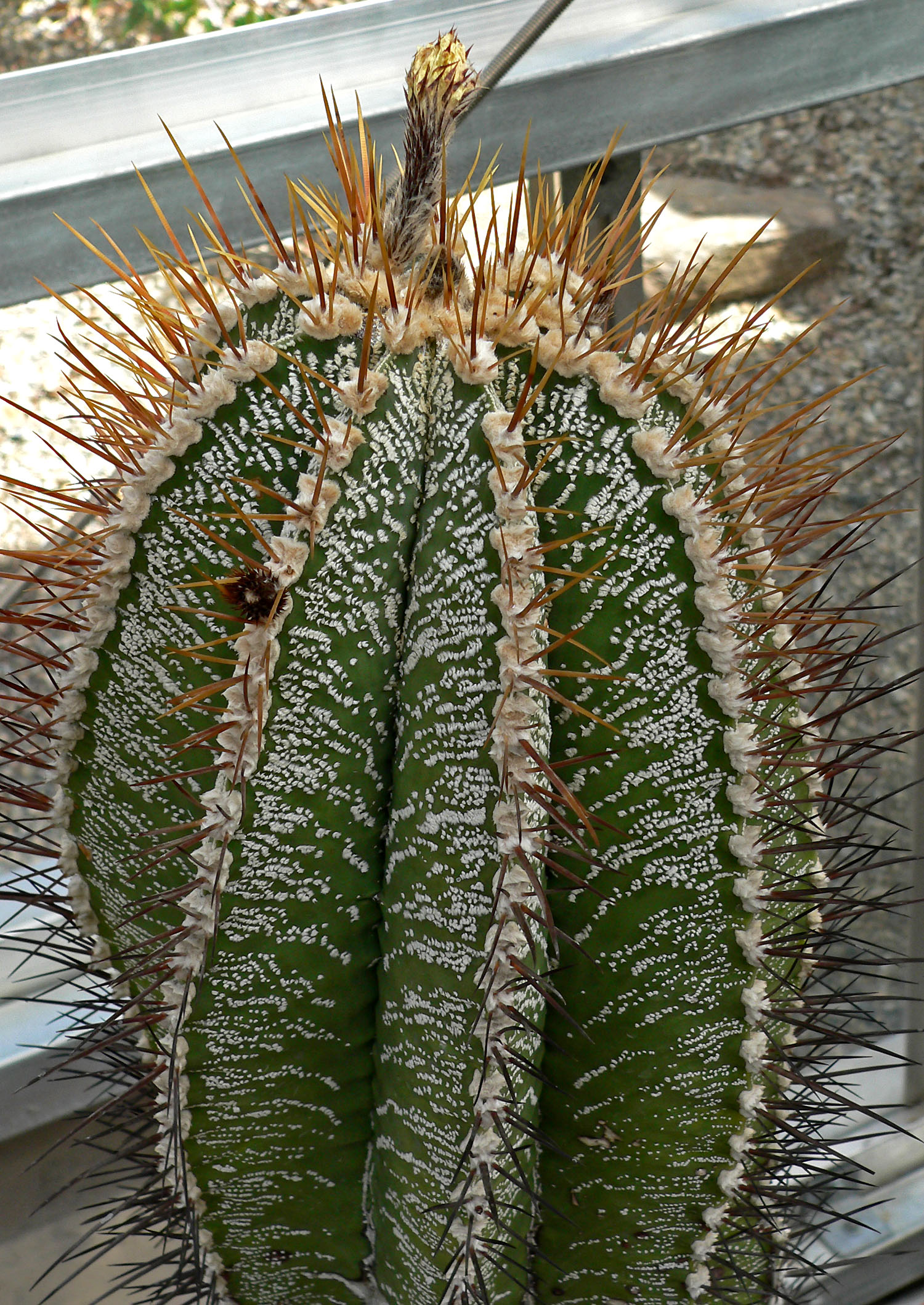
Astrophytum ornatum var. mirbellii

## Elterjedése, élőhelye
Mexikóból származik, Hidalgo, Querétaro és Guanajuato államokban honos.

## Megjelenése
A fiatal példányok gömb, az idősebbek tömzsi oszlop formájúak. A növény testét mélyen tagolja a nyolc borda; a bordák élén ülő areolákból 5–10 árszerű, egyenes, egyenként 2–3 cm hosszú tövis nő; ezek színe az élénk sárgától sötétbarnáig változhat.
Bőrszövetén az apró, fehér pikkelyszőr csomócskák a bordákra merőleges sorokba rendeződnek.
Virágai élénksárgák.

## Életmódja, termesztése
A többi csillagkaktusz fajnál később, csak idősebb korában fordul termőre. Magról jól szaporítható.

## Alfajok, változatok
- Astrophytum ornatum var. mirbelii (var. mirbellii): Aranysárga tövisű változat, a törzsfajénál lényegesen több fehér pikkelyszőrcsomóval.
- Astrophytum ornatum var. glabrescens